# AN/APG-81
AN/APG-81는 미국이 개발한 항공 레이다다. 전자주사식 AESA 레이다며, 5세대 전투기인 F-35 전투기에 탑재된다.

## 역사
APG-81은 액티브 위상 어레이 안테나를 채용하고 있으며, F-22 용 AN / APG-77 을 참고로하고 F-16E / F 용 AN / APG-80 의 대지 공격 능력과 함께 전자 전 기능을 추가 한 것이다. 멀티 모드 레이다 라는 거리 레이다 안테나 에 따르면 ECM , ESM 통신이 가능 해지고 있으며, 통합 항공을 통해 기존 모델에서는 기체 각부에 분산되어 있던 안테나를 통합 안테나 수를 대폭 줄이고있다. APG-81은 직경 약 70cm의 안테나에 1,000 개 이상의 송수신 모듈을 갖추고있어 APG-77의 공대공 모드 외에 APG-77 (v) 1과 동일한 지상 이동 목표 수색 ( 영어 버전 ) 모드와, 또한 최대 90 nm까지 탐지 거리를 가지고 라팔 등의 RCS 가 1m 2 정도의 전투기 에도 약 150km에서 탐지 가능하다. APG-81 테스트에서 전방 120 ° 약 140km 범위의 공대공 목표 23 목표에 대해 수색 시작 2.5 초 단계로 19 목표를 탐지하고 9.0 초 전 목표를 탐지 이후에도 레이다는 전체 목표 동시 추적을 실시하고있다.

## 보유국
- 미국 - 100

## 같이 보기
- AN/APG-68
- AN/APG-63
- AN/APG-65
- Zhuk
- N001
- F-35
- RBE-2